# Шельфер, Франц
Франц (в некоторых источниках — Фридрих) Иосиф Шельфер (нем. Franz Joseph Schelver, лат. Franciscus Josephus Schelver, 1778—1832), в русскоязычных источниках встречаются также варианты написания фамилии Шельвер и Шелвер, — немецкий медик, ботаник, энтомолог и натурфилософ. Профессор медицины сначала в Йенском, затем в Гейдельбергском университете; директор ботанических садов этих университетов. В философии — представитель романтической школы натурфилософии, последователь Фридриха Шеллинга, в ботанике — Иоганна Вольфганга Гёте, в том числе его учения о метаморфозе. Увлекался месмеризмом.
Автор публикаций на естественнонаучные и философские темы, среди которых наиболее известны его работы, посвящённые критике линнеевской половой системы классификации растений и учения о поле у растений в целом.

## Биография

### Детство, учёба
Франц Иосиф Шельфер родился 24 июля 1778 года в Оснабрюке в семье Фридриха Иосифа Шельфера (1732—1795), доктора права, и Марии Лидии ван Беестен. Получил домашнее образование, занимаясь с частными репетиторами, позже учился в своём родном городе в гимназии Каролинум — одной из старейших школ Германии, образованной ещё в 804 году.
С 1796 года изучал медицину в Йенском университете, который в тот период был центром немецкой романтической натурфилософии. Среди его преподавателей были медики Кристоф Гуфеланд и Юстус Лодер, а также известный ботаник Август Бач; кроме того, он изучал философию под руководством Иоганна Фихте. В 1797 году Шельфер продолжил обучение в Гёттингенском университете, здесь его преподавателями были анатом и физиолог Иоганн Блуменбах, хирург и офтальмолог Август Рихтер, а также медик и ботаник Иоганн Ф. Гмелин (племянник Иоганна Г. Гмелина), издатель трудов Карла Линнея. В 1798 году Шельфер защитил докторскую диссертацию De irritabilitate («К вопросу о раздражительности»), после чего вернулся в родной Оснабрюк и начал работать частным врачом общей практики.

### Преподавательская и научная деятельность
С 1801 года Шельфер стал также заниматься преподавательской деятельностью, читая лекции по медицине и натурфилософии в качестве приват-доцента (внештатно) на медицинском факультете в университете Галле. В 1803 году он занял должность адъюнкт-профессора в Йенском университете и читал лекции по ботанике вместо скончавшегося годом раньше своего учителя Августа Бача; Шельфер также сменил Бача и на посту директора университетского ботанического сада. В Йене Шельфер установил дружеские отношениях с Фридрихом Шеллингом, преподававшим, как и Шельфер, в местном университет, а также с Иоганном Вольфгангом Гёте, который жил в соседнем Веймаре и, будучи крупным чиновником в герцогстве Саксен-Веймар, занимался, помимо прочего, административными вопросами Йенского университета и был в некотором смысле начальником Шельфера.
В 1806 году Шельфер перешёл на должность профессора медицины в Гейдельбергском университете. Произошло это после того, как в битве при Йене в октябре 1806 года прусские войска потерпели поражение от Великой армии императора Наполеона, Йена была разграблена французами, серьёзно повреждён ботанический сад и полностью уничтожен ботанический кабинет университета. В Гейдельберге Шельфер читал лекции по судебной медицине, терапии, патологии, а также по ботанике, с 1811 года возглавил ботанический сад Гейдельбергского университета. В 1812 и 1819 годах — декан медицинского факультета. В 1816 году Шельфер был избран членом германской академии естествоиспытателей «Леопольдина». С 1821 года — надворный советник. Все эти годы Шельфер продолжал поддерживать контакты с Иоганном Вольфгангом Гёте: они вели переписку и несколько раз встречались.
В 1820-х годах подход Шельфера к исследованиям в области медицины и естественных наук всё в большей степени стал подвергаться критике за свой спекулятивный характер. В своих лекциях о животной магнетизм он опирался на идеи медика Франца Месмера (1734—1815), считавшего, что люди выделяют особого рода энергию (магнетический флюид), неравномерное распределение которой в организме вызывает болезни. Для лечения больных Шельфер активно использовал магнетические (гипнотические) процедуры с целью «гармонизации флюида». Коллеги по университету, придерживающиеся научного метода в исследованиях, оценивали его взгляды как философское мракобесие, в результате Шельфер всё в большей степени оказывался в изоляции. Кроме того, резкое неприятие со стороны руководства Гейдельбергского университета вызвали и проведённые им нововведения в ботаническом саду. С 1827 года пребывание Шельфера на медицинском факультете стало чисто формальным.
В 1829 году умерла его жена. 30 ноября 1832 года Франц Иосиф Шельфер скончался в Гейдельберге в возрасте 54 лет.

## Взгляды и идеи
Шельфер был представителем так называемой романтической школы натурфилософии и как философ находился под влиянием средневекового мистика Якоба Бёме (1575—1624), а также своего друга Фридриха Шеллинга, при этом философию Шеллинга он пытался перенести на медицину. Советский ботаник Евгений Вульф отмечал, что Шельфер отличался отвлечённостью и туманностью изложения своих мыслей, свойственными всей натурфилософской литературе. В ботанике Шельфер был последователем идей Иоганна Вольфганга Гёте, в том числе его учения о метаморфозе, изложенного в книге 1790 года Versuch die Metamorphose der Pflanzen zu erklären («Опыт объяснения метаморфоза растений»). Гёте в своих воспоминаниях, опубликованных в 1820 году, писал, что «Шельфер, заведывавший, под моим руководством, Великогерцогским ботаническим институтом [ботаническим садом в Йене]», впервые поделился своими мыслями относительно правильности учения о наличии полов у растений «около 16 лет тому назад», сообщив, что эти сомнения являются давнишними, и сейчас в неприемлемости этого учения он убедился окончательно. Гёте в ответ «настоятельнейшим образом просил Шельфера не разглашать эти его мысли», опасаясь недружелюбной реакции, а также того, что учение о метаморфозе, «которое и без того не получило признания, было бы надолго изгнано за пределы науки».
Гёте вспоминал, что был поражён, услышав идеи Шельфера, поскольку они были противоположны тем взглядам, которых он придерживался в этом вопросе в своих естественно-исторических работах (так, в своей работе о метаморфозе растений, в которой Гёте доказывал происхождение тычинки из листа, он безоговорочно считал её половым органом растения), однако отнёсся к этим идеям положительно, поскольку учение Шельфера об опылении он расценил как «естественное следствие столь для меня дорогой метаморфозы».
Творчество Шельфера было известно и в России. Его, к примеру, высоко ценил профессор физиологии Д. М. Велланский (1774—1847), первый в России пропагандист учения Шеллинга. В своём сочинении «Биологическое исследование Природы в творящем и творимом её качестве, содержащее основные начертания всеобщей физиологии», опубликованном в 1812 году, он относил Шеллинга и Шельфера к «высшему классу нынешних германских писателей». Обращение к их творчеству, писал Велланский, наглядно показывает, что там, где блеснул свет натуральной философии, «начинает исчезать мрак», а «хаос превращается в стройный мир».

### «Критика учения о поле у растений»

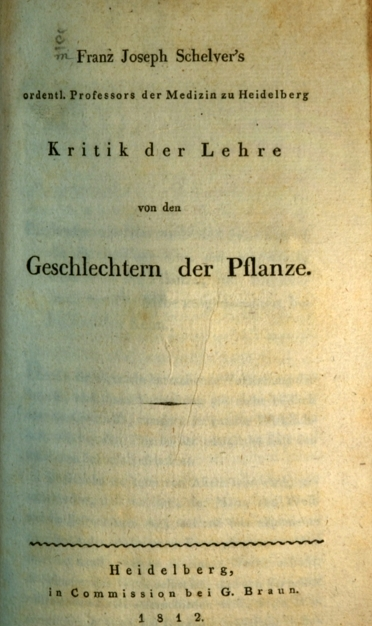
Титульный лист работы Шельфера Kritik der Lehre von den Geschlechtern der Pflanze (1812)

Наиболее известная его работа — опубликованная в 1812 году книга Kritik der Lehre von den Geschlechtern der Pflanze («Критика учения о поле у растений», «Критика доктрины пола у растений»). Шельфер в своих размышлениях в этой книге опирается на опыты Рудольфа Камерариуса (с кукурузой в 1690-х годах) и Ладзаро Спалланцани (с арбузом и коноплёй в 1786 году), при которых из пестичных цветков, несмотря на изоляцию их от возможного воздействия пыльцы, образовывались плоды и в них развивались семена, при этом Шельфер не обращает внимания на то, что корректность проведения этих опытов сомнительна, при этом она была подвергнута сомнению сразу же после опубликования их результатов. Предположение Камерариуса, что некоторое количество семян кукурузы могло завязаться из-за того, что пыльца перенеслась по ветру, Шельфером отвергается как не основанное на опытных данных. Отвергаются им и результаты опытов 1735 года американского садовода-любителя Джеймса Логана, при которых семена не образовывались после того, как пестичные цветки изолировались с помощью материи: Шельфер считает, что в этом случае материя просто мешала нормальной жизнедеятельности цветка — не давала проникать к нему воздуху и свету, ограничивала свободный рост и испарение.
Из факта существования однодомных и, тем более, двудомных растений — то есть таких растений, у которых имеются как цветки только с пестиками, так и цветки только с тычинками — Шельфером делается вывод о ненужности тычинок для плодоношения, причём преподносится эта идея как очевидная, доказанная самой природой. Относительно искусственного опыления растений, которое было известно с древнейших времён и описывалось ещё Теофрастом (к пестичным соцветиям пальм привязывали тычиночные соцветия, срезанные с других деревьев этого же вида), равно как и относительно опытов в этой области Иоганна Гледича, Йозефа Кёльрейтора и Карла Вильденова, Шельфер пишет, что они также не доказывают оплодотворяющего начала тычинок, поскольку непонятно, чем этот приём принципиально отличается от подрезки ветвей и корней, надрезания коры и других садоводческих приёмов, используемых для начала (усиления) плодоношения в ущерб вегетативному развитию. Шельфер считает, что назначение пыльцы заключается в том, чтобы, попав на рыльце пестика, отравить растение, ослабить его рост и, таким образом, направить его силы на плодоношение. Пыльцу Шельфер называет «смертоносным ядом», а «той силой, которая убивает рост», — некое масло, которое содержится в пыльце. У растений, имеющих только пестичные цветки, пыльца, по мнению Шельфера, «фактически не отсутствует, так как это свойственное ей масло заключено внутри самого растения, оказывая своё ограничивающее влияние на силу развития вегетационных процессов».
Евгений Вульф писал, что Шельфер в своей «Критике» не привёл ни единого факта, который можно было бы противопоставить исследованиям Камерариуса и Кёльрейтора, и что положения этой работы отбрасывали учение о поле у растений к началу XVII столетия. Историк науки Курт Шпренгель в своей «Истории ботаники» (1818—1819) приводил «Критику» Шельфера в качестве примера крайнего консерватизма, обращая внимание на то, что научные исследования на эту тему появились ещё в конце XVII века, система Линнея, основанная на учёте половых признаков растений, была опубликована в 1735 году, однако Шельфер в своём сочинении отрицает даже сам факт существования пола у растительных организмов.

### Продолжение «Критики»

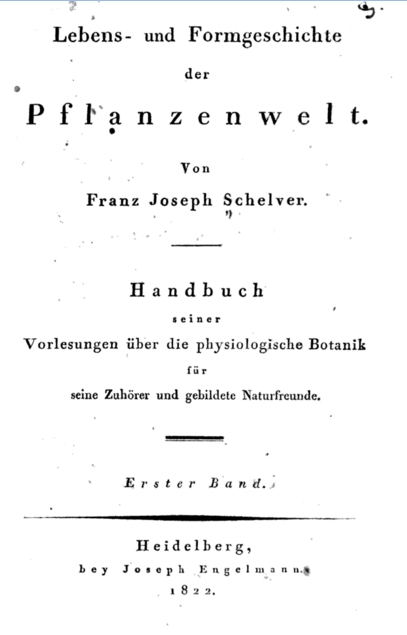
Титульный лист работы Шельфера Lebens- und Formgeschichte der Pflanzenwelt (1822)

В 1814 году вышло продолжение «Критики», Erste Fortsetzung seiner Kritik der Lehre von den Geschlechtern der Pflanze, а в 1822 году — ещё одна работа Шельфера, Lebens- und Formgeschichte der Pflanzenwelt. В ней он, размышляя о философском смысле опыления и образования завязи, пишет, что «опыление представляет собою воспроизведение, переходящее в уничтожение, и так как цветок является высшим проявлением воспроизведения, то опыление есть смерть цветка… Растение заканчивает своё жизненное воплощение, создавая само себе гробницу, в которой лежит заключённой его душа. В этой гробнице покоится оно, защищённое от внешних влияний, зарытое в общей могиле». Основной же вывод, который делает Шельфер, заключается в том, что пол свойственен только животной жизни, растительная же жизнь никакой мужской силы не содержит, это «всегда оплодотворяемая и воспринимающая женщина природы, мужем которой является всеобщий, извне идущий возбудитель развития…», она «не может получить возбуждения из себя самой…, полна внутренней бездеятельности и обладает лишь возможностью развития…» Моментом же оплодотворения растения Шельфер называет прорастание семени в земле. Евгений Вульф отмечал полную оторванность содержания этой работы Шельфера от действительного знания, а его размышления — верхом натурфилософских измышлений.
В 1820 году вышла книга Von der Sexualität der Pflanzen («О поле у растений», «К вопросу о поле у растений») другого немецкого ботаника, Августа Геншеля (1790—1856), последователя Шельфера. В этой работе, имеющей объём более 600 страниц, Геншель описывал свои многочисленные опыты и доказывал, что нет никаких оснований говорить про сходство растительного и животного мира, что пыльца для размножения растений не имеет никакого значения. Николай Вавилов называл критику Шельфера и Геншеля легкомысленной, однако отмечал, что под их влияние попал даже великий Иоганн Вольфганг Гёте.

## Семья
Шельфер был женат дважды, о первой жене сведений не сохранилось. Второй раз он женился в 1815 году на Марии Маргарете Швартце (1779—1830 или 1829), у них было двое дочерей — Маргарете (1817—1845) и Виктория (1820—1893) — и двое сыновей. Про Викторию известно, что в 1836 году она вышла замуж за известного историка, литературоведа и политика Георга Гервинуса (1805—1871).

## Сочинения
Опубликованные работы Шельфера относятся к медицине, ботанике, энтомологии, натурфилософии и животному магнетизму.
- System der allgemeinen Therapie im Grundsatze der magnetischen Heilkunst, Teil 1 :  [нем.]. — 1831. — Второй том этого сочинения не был опубликован[11].

Объявляя жизнь уникальным природным явлением, её не объяснить, — это можно сделать только посредством химических законов.
Оригинальный текст (лат.)Phaenomena vitae non vi quadam naturae singulari, sed chemicis materiae legibus explicanda sunt.
— Франц Иосиф Шельфер. Тезисы докторской диссертации, II